# 何智仁
何智仁（1994年3月18日—），是台灣網球選手。

## 國手資歷
- 2008年世界少年錦標賽國家代表隊
- 2008年世青資格賽國家代表隊
- 2010年世青資格賽國家代表隊
- 2015年台維斯盃國家代表隊（亞大區第二級首輪）

## 重要紀錄
2012/03 菲律賓國際青少年網球賽G1雙打4強

2012/03 泰國暖武里青少年錦標賽G1雙打4強

2012/01 澳洲網球公開賽青少年錦標賽GA會內賽

2011/09 中國北京國際青少年網球賽G2雙打亞軍

2011/06 印尼雅加達青少年錦標賽G4單打冠軍暨雙打亞軍

2011/06 印尼萬隆青少年錦標賽G4單打冠軍

2010/03 南瀛盃國際青少年G4單打冠軍